# インテンス・パルス・ライト
インテンス・パルス・ライト（Intense Pulsed Light）、IPLは、コンデンサ等を用いキセノンランプを極短時間のみ発光させた光。光の波長数、パルス幅、発生させるエネルギー量により、脱毛や皮膚の治療などに使い分けて用いられている。

## 医療
1990年代に皮膚の治療に用いられるようになった。光老化の諸症状、日光性色素斑、雀卵斑（そばかす）、肝斑、色素沈着、毛穴、弾力に対して非侵襲的に皮膚の若返りを行うことに使われる。
2016年のレビューでは、IPLは肝斑（しみ）や色素沈着の最初の選択肢ではなく、悪化する場合があるため、最後の手段だと考えられる。
2015年のガイドラインによれば、IPL を行い4週間で86%の人で雀卵斑（そばかす）が半分以上消え、IPLでは色素沈着の副作用は起こりにくい。